# Lucius Decidius Saxa
Lucius Decidius Saxa († 40 v. Chr. in Kilikien) war ein Politiker und Heerführer der späten römischen Republik.
Er stammte aus Spanien, war aber vielleicht italischer Herkunft. Er soll als Landvermesser gearbeitet haben und war laut der polemischen Darstellung Ciceros ursprünglich Centurio gewesen. Auf jeden Fall kämpfte er im Bürgerkrieg unter Gaius Iulius Caesar und erhielt von diesem das Bürgerrecht. 44 v. Chr. bekleidete er das Amt eines Volkstribuns, wohl als nachgewählter Kandidat, nachdem zwei Tribunen das Missfallen des Diktators Caesar erregt hatten und abgesetzt wurden. Im Sommer des Jahres, nach der Ermordung Caesars, war er Mitglied einer von den Konsuln Marcus Antonius und Dolabella eingesetzten Kommission, die in Kampanien öffentliches Land an Caesars Veteranen und bedürftige Bürger verteilen sollte. Laut der Polemik Ciceros soll er sich dabei selbst bereichert haben.
43 v. Chr. hielt sich Decidius bei Marcus Antonius auf, als dieser in Mutina belagert wurde. Nach der Gründung des Zweiten Triumvirats kommandierte er 42 v. Chr. gemeinsam mit Gaius Norbanus Flaccus die nach Griechenland vorausgeschickten Streitkräfte von Octavian und Antonius und stieß entlang der Thrakischen Küste weit nach Osten vor, wurde aber von den Caesarmördern zum Rückzug gezwungen. Nach der Schlacht bei Philippi – von der nicht überliefert ist, inwiefern Decidius an ihr teilnahm – ging er als Statthalter (als Legat des Antonius, aber wohl mit Imperium versehen) nach Syrien. Dort wurde er zu Beginn des Jahres 40 v. Chr. von den einfallenden Parthern unter Quintus Labienus geschlagen und floh nach Kilikien, wo die Parther ihn ergriffen und hinrichteten. Ein dabei an die Parther verloren gegangener Legionsadler wurde später von Augustus zurückerlangt.
Decidius Saxa hatte einen Bruder, der als Quästor 41 v. Chr. bei ihm in Syrien war. Die von diesem kommandierten Truppen, frühere Soldaten der Caesarmörder, liefen 40 v. Chr. zu den Parthern über.